# حمله سریع جهانی
حمله سریع جهانی (به انگلیسی: Prompt Global Strike) با سرواژه پی‌جی‌اس نام پروژه‌ای در ارتش ایالات متحده است که این نیروها را ملزم و قادر به حمله موشکی و حتی اتمی، به هر نقطه‌ای از جهان و در زمان کمتر از یک ساعت می‌سازد (بازه زمانی عملیات معیار است). این سیستم در جنگهای هسته‌ای نیز بسیار مفید است زیرا ۳۰ درصد موشک‌های آماده شلیک، توان حمل کلاهک هسته‌ای را نیز دارند.